# Гостицин (гміна)
Гміна Гостицин (пол. Gmina Gostycyn) — сільська гміна у північній Польщі. Належить до Тухольського повіту Куявсько-Поморського воєводства.
Станом на 31 грудня 2011 у гміні проживало 5270 осіб.

## Площа
Згідно з даними за 2007 рік площа гміни становила 136.15 км², у тому числі:
- орні землі: 61.00%
- ліси: 29.00%

Таким чином, площа гміни становить 12.66% площі повіту.

## Населення
Станом на 31 грудня 2011:
| Опис     | Загалом | Загалом | Чоловіки | Чоловіки | Жінки | Жінки |
| -------- | ------- | ------- | -------- | -------- | ----- | ----- |
| одиниця  | осіб    | %       | осіб     | %        | осіб  | %     |
| все      | 5270    | 100     | 2639     | 50.08    | 2631  | 49.92 |
| міське   | 0       | 100     | 0        |          | 0     |       |
| сільське | 5270    | 100     | 2639     | 50.08    | 2631  | 49.92 |

## Сусідні гміни
Гміна Гостицин межує з такими гмінами: Цекцин, Кенсово, Короново, Любево, Семпульно-Краєнське, Сошно, Тухоля.